# Gute Mädchen, böse Mädchen
Gute Mädchen, böse Mädchen (Abkürzung GMBM) ist die erste deutsche Erotiksoap, die von 2007 bis 2009 auf Beate-Uhse.TV ausgestrahlt wurde. Insgesamt wurden 26 Folgen in drei Staffeln produziert. Es gab Gastauftritte u. a. von Dolly Buster, Kelly Trump, Annina Ucatis und Conny Dachs. Nach dem Erfolg der ersten Staffel im Jahr 2007 wurden für Beate-Uhse.TV weitere 20 Folgen produziert. Dafür wurden die sendereigenen Berliner Studioräume aufwändig gestaltet und umgebaut.

## Inhalt
In Gute Mädchen, böse Mädchen dreht sich alles um amouröse Abenteuer, kleine Intrigen und große Gefühle der Stars und Starlets in einem Fotostudio. Der cholerische Frauen-Nichtversteher Hannes betreibt mit seinen sexy Models eine Fotoagentur. Um lukrative Aufträge an Land zu ziehen, lassen sich alle Beteiligten stets neue verrückte Ideen einfallen.
Bis auf Hannes sind die Namen der Rollen mit den Vornamen der Darsteller identisch.

## Folgen

### Staffel 1
| Titel        | Erstausstrahlung |
| ------------ | ---------------- |
| Shopping     | 8. März 2007     |
| Lesbenträume | 22. März 2007    |
| Casting      | 5. Apr. 2007     |
| Lack & Leder | 19. Apr. 2007    |
| Ritchie      | 3. Mai 2007      |
| Stutenbisse  | 10. Mai 2007     |

### Staffel 2
| Titel                       | Erstausstrahlung |
| --------------------------- | ---------------- |
| Berliner Luft               | 7. Feb. 2008     |
| Das Luxusluder              | 21. Feb. 2008    |
| Latex, Lack und Leder       | 28. Feb. 2008    |
| Nicht so schüchtern, Sophie | 6. März 2008     |
| Rock me, Baby               | 13. März 2008    |
| Mal! Mich! An!              | 20. März 2008    |
| Eine Frage der Stellung     | 27. März 2008    |
| Wünsch dir was              | 3. Apr. 2008     |
| Dolly Buster Superstar      | 10. Apr. 2008    |
| Hannes kann es              | 18. Apr. 2008    |

### Staffel 3
| Titel                   | Erstausstrahlung |
| ----------------------- | ---------------- |
| Zurück aus Malle        | 19. Feb. 2009    |
| Haarscharf              | 26. Feb. 2009    |
| Ran an den Speck        | 5. März 2009     |
| (K)eine Frau für Hannes | 12. März 2009    |
| Chaos Casting           | 19. März 2009    |
| Die Neue                | 26. März 2009    |
| Stadt – Land – Kuss     | 2. Apr. 2009     |
| 3 Teufel und 1 Engel    | 9. Apr. 2009     |
| Alles oder nichts       | 16. Apr. 2009    |
| Die große Pin-Up-Show   | 23. Apr. 2009    |

### Making-of
| Titel               | Erstausstrahlung |
| ------------------- | ---------------- |
| Making of Staffel 1 | 3. Apr. 2008     |
| Making of Staffel 2 | 2. Nov. 2008     |
| Making of Staffel 3 | 3. Apr. 2009     |